# Thom Latimer
Thomas Raymond Latimer (Chesterfield, Inglaterra, 6 de agosto de 1986) es un luchador profesional inglés, que actualmente trabaja para la National Wrestling Alliance (NWA), bajo el nombre de Thom Latimer.

## Carrera en la lucha libre profesional

### National Wrestling Alliance (2019–presente)
El 27 de abril de 2019, en la Crockett Cup, Latimer y Royce Isaacs ganaron una batalla real en parejas para clasificar a la Crockett Cup. Más tarde esa noche derrotaron a The War Kings (Crimson & Jax Dane) en la primera ronda y a Bandido y Flip Gordon en las semifinales antes de ser derrotados por Villain Enterprises en la final. El 7 de septiembre, Latimer y su compañero Isaacs derrotaron a Villain Enterprises por el Campeonato Mundial en Parejas de NWA en el evento Ring of Honors Global Wars. Sin embargo, perdieron los títulos contra The Rock N Roll Express durante las grabaciones de televisión del 1 de octubre de 2019. Después de no poder recuperar los campeonatos en NWA Into the Fire y NWA Hard Times, Latimer ingresó al torneo por el vacante Campeonato de Televisión de NWA siendo derrotado por Trevor Murdoch en la primera ronda. Después de esto, Latimer formó una alianza con su novia en la vida real, Kamille, y su excompañero, el campeón mundial de peso pesado de NWA, Nick Aldis. En las grabaciones de enero de 2020 de NWA Powerrr, Latimer derrotó al excampeón mundial de peso pesado de la NWA, Tim Storm.
El 11 de junio de 2022 en Alwayz Ready, Latimer compitió en una Fatal 4-Way match por el vacante Campeonato Mundial Peso Pesado de NWA contra Murdoch, Aldis y Sam Shaw; Murdoch ganó la lucha. Después de una breve disputa con Fodder, Latimer derrotó a Jordan Clearwater para ganar el título televisivo, en el episodio del 14 de febrero de 2023 de NWA Powerrr, marcando su primer campeonato individual en NWA. Latimer defendió con éxito su título en su primera defensa del título contra Rhett Titus, en el episodio del 14 de marzo de NWA Powerrr. El 3 de junio, durante la primera noche de la Crockett Cup, Latimer formó equipo con Rhett Titus bajo el nombre de «A Cut Above» para competir en el torneo homónimo, perdiendo ante The Brothers Of Funstruction (Ruffo The Clown y Yabo The Clown) en la segunda ronda. La noche siguiente, Latimer desafió sin éxito a EC3 por el Campeonato Nacional de NWA.
Durante la lucha de Latimer y Adonis contra Knox y Murdoch en el episodio del 22 de agosto de 2023 de Powerrr, Adonis se volvió contra Latimer y lo atacó, dándoles la victoria a Knox y Murdoch. En el programa del 75.º aniversario de la NWA, Latimer retuvo el Campeonato de Televisión de NWA contra Adonis. En el episodio del 5 de septiembre de Powerrr, EC3 retó a Latimer a invocar su Lucky Seven Rule y enfrentarse a él por el título mundial. La semana siguiente, Latimer y Kamille se enfrentaron a EC3, quien renunció oficialmente al título televisivo a cambio de su oportunidad por el título mundial en NWA Samhain. En dicho evento, Latimer retó sin éxito a EC3 por el Campeonato Mundial Peso Pesado de NWA.
El 2 de marzo de 2024 en Hard Times, Latimer ganó el Campeonato Nacional de la NWA vacante tras derrotar a Blake «Bulletproof» Troop, Paul Burchill y Cyon en una Fatal 4-Way match. Latimer dejó vacante el Campeonato Nacional de NWA para competir por el Campeonato Mundial Peso Pesado de la NWA en el NWA 76th Anniversary Show. El 31 de agosto en el NWA 76th Anniversary Show, Latimer derrotó a EC3 para ganar el Campeonato Mundial Peso Pesado de la NWA por primera vez en su carrera. En Hard Times V, Latimer defendió con éxito el Campeonato Mundial Peso Pesado de NWA contra Carson Bartholomew Drake. Mientras celebraba, las luces se apagaron; al volver a encenderse, fue confrontado por Rhino.
En la Crockett Cup del 19 de mayo de 2025, Latimer derrotó a Rhino y Colby Corino, quien aprovechó su oportunidad de competir por el título mundial de NWA después de ganar el torneo conmemorativo Jax Dane y se agregó a la lucha.

## En lucha
- Movimientos finales

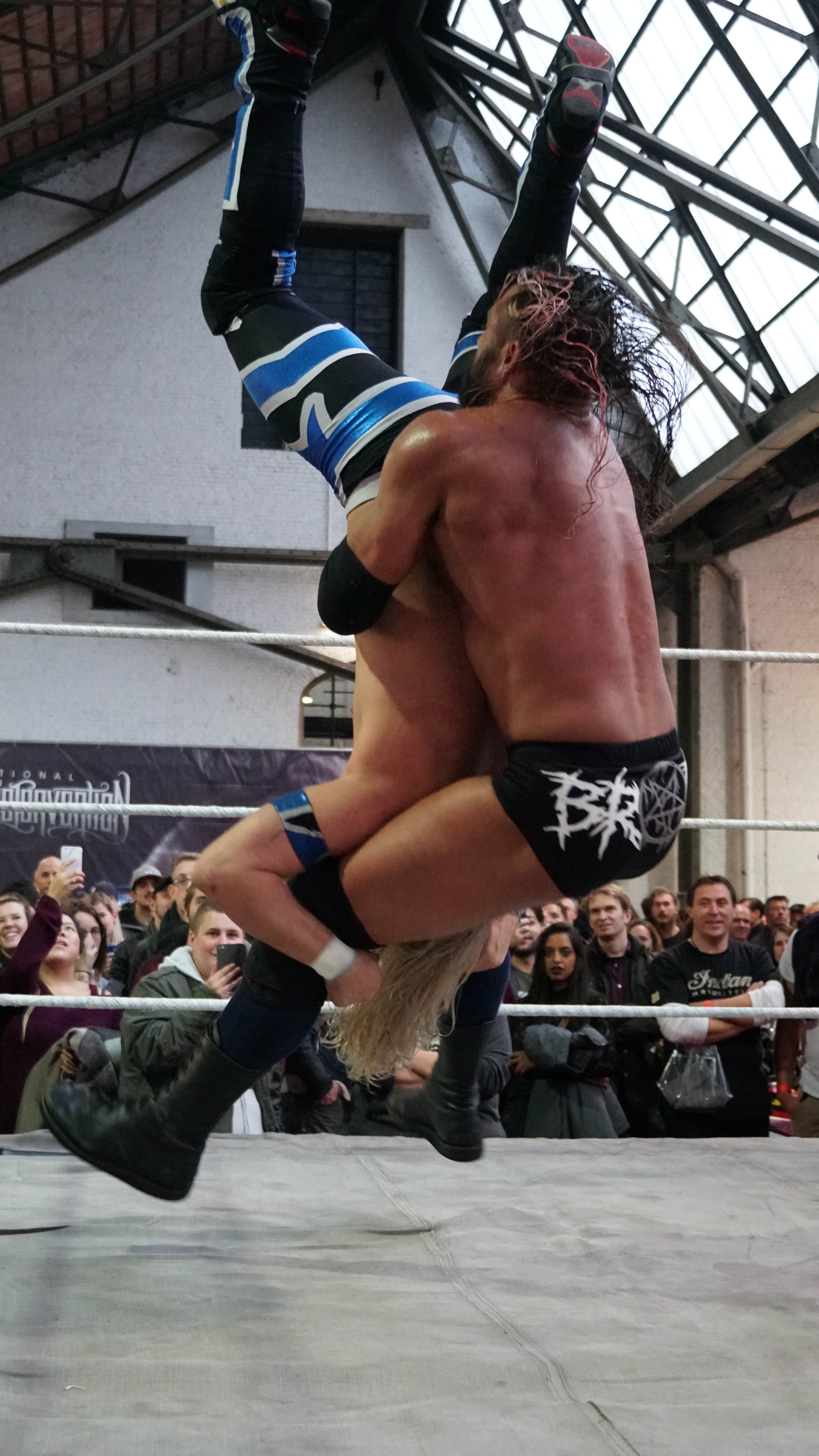
Latimer aplicando un Dante's Inferno a Glen Alexander en un espectáculo independiente en 2017.

  - Pop-Up PowerBomb (Pop-Up PowerBomb)

- Movimientos de firma
  - Belly to Back Suplex (Flipping release belly to back suplex)

## Campeonatos y logros
- Entertainment Pro Wrestling
  - EPW World Heavyweight Championship (1 vez)
- German Wrestling Federation
  - GWF Battlefield (2018)
- Insane Wrestling Revolution
  - IWR World Heavyweight Championship (1 vez)[5]

- National Wrestling Alliance
  - NWA World Heavyweight Championship (1 vez, actual)
  - NWA National Heavyweight Championship (1 vez)
  - NWA World Television Championship (1 vez)
  - NWA World Tag Team Championship (1 vez) — con Royce Isaacs[6]
  - Triple Crown Championship (Primero)

- Preston City Wrestling
  - PCW Tag Team Championship (1 vez) — con Danny Hope & Sheikh El Sham[7]

- Pro Evolution Wrestling
  - Pro Evolution Heavyweight Championship (1 vez)
- Pro Wrestling Pride
  - PWP Heavyweight Championship (2 veces)[8]

- Total Nonstop Action Wrestling
  - TNA King of the Mountain Championship (1 vez)[9]
  - King of the Mountain (2016)
  - Global Impact Tournament (2015) – con Team International (The Great Sanada, Drew Galloway, The Great Muta, Tigre Uno, Magnus, Rockstar Spud, Khoya, Sonjay Dutt & Angelina Love)
  - Race for the Case (2017 – Yellow Case)
  - UCW Heavyweight Champion (1 vez)[10]

- Unite X Conquer
  - Pro Wrestling Pride Championship (1 time)[11]

- Upbrawl Championship Wrestling
  - UCW Heavyweight Championship (1 vez)[12]

- World Association of Wrestling
  - WAW British Commonwealth Heavyweight Championship (1 vez)[13]

- World War Wrestling
  - WWW Heavyweight Championship (1 vez)

- Pro Wrestling Illustrated
  - PWI situado en el n.º 115 del top 500 luchadores individuales en el PWI 500 en 2016[14]